# Pierce, Idaho
Pierce är en ort i Clearwater County i Idaho. Orten har fått sitt namn efter Elias D. Pierce som hittade guld i trakten. Enligt 2010 års folkräkning hade Pierce 508 invånare.